# Колберт, Нейт
Нейтан Колберт—младший (англ. Nathan Colbert Jr.; 9 апреля 1946, Сент-Луис, Миссури — 5 января 2023, Лас-Вегас, Невада) — американский бейсболист и тренер, играл на позиции игрока первой базы. Выступал в Главной лиге бейсбола с 1966 по 1976 год. Трижды принимал участие в Матче всех звёзд лиги. Член Зала славы клуба «Сан-Диего Падрес», рекордсмен клуба по количеству выбитых за карьеру хоум-ранов.

## Биография

### Ранние годы и начало карьеры
Нейтан Колберт—младший родился 9 апреля 1946 года в Сент-Луисе. Один из шести детей в семье. Вырос на севере города, где преобладало афро-американское население, недалеко от бейсбольного стадиона «Спортсменс-парк». Отец, Нейтан Колберт—старший, играл кэтчером и питчером в местной любительской команде. Своим детям он привил любовь к спорту и трудовую этику. Он же стал для сына первым тренером и всё свободное время Колберт уделял бейсболу. Во время учёбы в школе он также пробовал свои силы в футболе, но из-за травмы колена оставил этот вид спорта. В тот же период им заинтересовался клуб «Нью-Йорк Янкис», но сам он с детства мечтал играть за «Сент-Луис Кардиналс». Окончив школу, в 1964 году Колберт подписал контракт с любимой командой, получив бонус в размере 20 тысяч долларов.
Через несколько месяцев его отправили в лигу для новичков в Сарасоту. В 1965 году Колберта перевели в команду Сидар-Рапидс Кардиналс из Айовской лиги, где спустя половину сезона он получил перелом руки. Восстановившись к осени, он успел принять участие в играх Флоридской лиги. Зимой во время драфта по правилу №5 его выбрал клуб «Хьюстон Астрос». После этого команда обязана была весь сезон держать игрока в основном составе и чемпионат 1966 года стал для Колберта разочарованием. Ему недоставало игрового опыта, что не смогли компенсировать весенние тренировочные матчи, и по ходу сезона появился на поле всего в девятнадцати играх, только как пинч-хиттер. Самым запоминающимся моментом года для него стала свадьба с Кэрол Энн Алленсуорт, с которой он познакомился во время сборов Национальной гвардии.
Зимой в поисках игровой практики Колберт отправился в Венесуэлу, где играл за команду «Леонес дель Каракас». После возвращения руководство «Астрос» отправило его в «Амарилло Соникс», команду лиги уровня AA. Там он провёл отличный сезон, став лидером лиги по количеству выбитых хоум-ранов и украденных баз, и получив награду самому ценному игроку турнира. В 1968 году «Астрос» дали Колберту ещё один шанс, но он снова сыграл неудачно. Большую часть этого сезона он провёл в команде AAA-лиги «Оклахома-Сити Эйти-Найнерс», где снова сломал руку. Позже, вспоминая этот период своей карьеры, Колберт говорил, что главный тренер Хьюстона Харри Уокер практически уничтожил его уверенность в себе.

### Сан-Диего Падрес
В клубе настолько разочаровались в молодом игроке, что не стали защищать его перед драфтом расширения. В октябре 1968 года Колберт был выбран клубом «Сан-Диего Падрес», готовившимся дебютировать в Главной лиге бейсбола. Проведя зиму в Доминиканской лиге, весной 1969 года он отправился на сборы с новой командой. Тренер Престон Гомес дал ему возможность самому решать в каком стиле и как отбивать. Сезон Колберт начал в роли запасного первого базового, но всего через пару недель он вытеснил из состава Билла Дэвиса и не отдавал это место никому в течение пяти следующих лет. Свой первый хоум-ран в Главной лиге бейсбола он выбил 24 апреля 1968 года в выездной игре против «Хьюстона». Колберт быстро стал любимцем болельщиков, которые видели в нём будущего игрока матча всех звёзд, но трёхнедельный перерыв на военные сборы плохо повлиял на его игру. Чемпионат он закончил с 24 хоум-ранами и 66 RBI, став лучшим в слабейшем нападении лиги.
На старте сезона 1970 года Колберт снова оказался среди лидеров лиги по выбитым хоум-ранам, вместе с Хэнком Аароном, Диком Алленом и Тони Пересом, но его даже не включили в бюллетень для голосования во время выбора участников Матча всех звёзд. Падрес снова стали худшей командой лиги, хотя по количеству хоум-ранов входили в тройку лидеров. Колберт отбивал с показателем 25,9 %, выбив 38 хоум-ранов и набрав 86 RBI. Вместе с Сито Гастоном и Олли Брауном он входил в одно из сильнейших атакующих трио в лиге.
Весной 1971 года впервые дали о себе знать проблемы Колберта с позвоночником, из-за которых он постоянно испытывал боль в пояснице. Колберту пришлось пропустить часть сборов команды, но к началу чемпионата он был готов играть. Уже во второй игре сезона он выбил два хоум-рана, а через несколько дней добился этого ещё раз, после чего репортёр газеты Los Angeles Times Росс Ньюхен назвал его «лучшим молодым слаггером в бейсболе». Летом он впервые в карьере получил приглашение на Матч всех звёзд, где в единственном выходе на биту получил страйкаут от Майка Куэльяра. Из-за болей результативность Колберта снизилась, но он всё равно оставался самым опасным игроком нападения в «Падрес». В 1972 году, регулярно делая обезболивающие уколы, он провёл более впечатляющий сезон с 38 хоум-ранами и 111 RBI, и второй раз подряд сыграл в Матче всех звёзд. Первого августа «Падрес» провели две игры против «Атланты Брэйвз», в которых Колберт выбил пять хоум-ранов и набрал тринадцать RBI, установив новый рекорд лиги для даблхедеров. В 1973 году он в третий раз был включён в число участников Матча всех звёзд и установил личные рекорды по эффективности отбивания и показателю занятия баз.

### Заключительный этап карьеры
В период с 1974 по 1976 год игра Колберта быстро поблекла, его суммарный показатель отбивания на этом этапе составил всего 18,6 % Он потерял место на первой базе в «Падрес» и выходил на позиции левого аутфилдера, где так и не смог полностью освоиться, а затем оказался в запасе. Болельщики начали освистывать его, в результате зимой 1974/75 годов клуб обменял Колберта в «Детройт Тайгерс». После короткого неудачного отрезка игры за «Детройт», он провёл ещё один такой же в составе «Монреаль Экспос». Осенью 1976 года ему предложили контракт в «Окленд Атлетикс», но всё ограничилось двумя безрезультатными матчами. Последнюю попытку вернуться в лигу Колберт предпринял весной 1977 года в «Торонто Блю Джейс», но его отчислили задолго до окончания сборов.
За свою десятилетнюю карьеру Колберт провёл в Главной лиге бейсбола 1004 игры. Его итоговый показатель отбивания составил 24,3 %, он выбил 173 хоум-рана и набрал 520 RBI. По состоянию на начало 2024 года ему принадлежит рекорд «Сан-Диего Падрес» по количеству хоум-ранов за карьеру (163), по ряду других показателей он входит в десятку лучших игроков в истории клуба.

### После бейсбола
Переход к другой жизни после окончания спортивной карьеры дался Колберту непросто. Он развёлся и в 1979 году женился второй раз, сменил несколько мест работы и даже стал священником. Во второй половине 1980-х он был инструктором на весенних сборах «Падрес» и тренировал бьющих в команде A-лиги «Риверсайд Ред Уэйв». В октябре 1990 года Колберту были предъявлены обвинения в мошенничестве. Он признал вину и провёл шесть месяцев в тюрьме в Калифорнии. Освободившись, он вернулся к служению и участвовал в организации нескольких бейсбольных лагерей с религиозным уклоном. В 1999 году, когда «Сан-Диего Падрес» создали клубный Зал славы, Колберт, вместе с Рэнди Джонсом и Рэем Кроком, стал одним из первых его членов.
Нейт Колберт скончался 5 января 2023 года в возрасте 76 лет.